# Karl Ludwig Lange
Karl (Carl) Ludwig Lange (ur. 3 lutego 1831 (lub 1830) w Königsberg in der Neumark, obecnie Chojna lub Soldin, obecnie Myślibórz, zm. 29 stycznia 1897 w Bochum (RFN) - pierwszy (komisaryczny) burmistrz Królewskiej Huty (obecnie Chorzów).

## Życiorys
Urodził się w rodzinie ewangelickiej, prawdopodobnie uzyskał wykształcenie prawnicze.
Do kwietnia 1857 członek zarządu Nauen k. Berlina, następnie przez 12 lat burmistrz Bernau k. Berlina.
Dekretem króla Prus z 18 lipca 1868 utworzono nowe miasto Królewską Hutę (obecnie Chorzów), które miało rozpocząć funkcjonowanie 1 maja 1869. W marcu 1869 mianowany komisarycznym burmistrzem nowego miasta, sprawował urząd niespełna rok, do stycznia 1870.
14 kwietnia 1869 zwołał pierwsze posiedzenie Magistratu, następnie pierwszą sesję, wybranej w listopadzie 1868 trzydziestoosobowej Rady Miejskiej Królewskiej Huty. Władze miasta urzędowały w wynajętych od kupca Farbera pomieszczeniach jego domu przy obecnej ul. Faski.
Za jego rządów Królewska Huta (obecnie Chorzów) uzyskała prawo własności ulic, placów i szkół, przejętych od miejscowej kopani i huty. Powołano policję miejską. Uruchomiono szkołę męską, późniejsze Gimnazjum Klasyczne w Królewskiej Hucie. Rozpoczęto wydawanie prywatnej gazety miejskiej "Konigshutter Anzeiger". Zainaugurowano działalność bractwa strzeleckiego (Scheiben-Schiess-Verein).
18 października 1869 król Prus nadał Królewskiej Hucie herb miasta.
W styczniu 1870 mianowany sekretarzem powiatu w Hagen (Westfalia), później dwukrotnie wybrany (w 1875 oraz w 1887) na dwunastoletnią kadencję burmistrzem Bochum. Zwolennik bismarckowskiej polityki umiarkowanych reform społecznych.
Zmarł 29 stycznia 1897 w Bochum, pochowany na miejscowym cmentarzu. Jednej z ulic miasta nadano jego imię (ulica istnieje do dzisiaj)